# 里马尔德河
里马尔德河（法語：Rimarde，法語發音：[ʁimaʁd]）是法国中央-盧瓦爾河谷大區卢瓦雷省的河流，是埃松河的右支流，长27.7千米。